# Walter Hundt
Walter Hundt (* 8. Juli 1934 in Torgau; † 29. Juni 2024) war ein deutscher Politikwissenschaftler und Hochschullehrer.

## Leben
Ab 1951 studierte er Pädagogik, deutsche und allgemeine Geschichte und Mathematik (Halle an der Saale, Berlin, Potsdam). Nach der Promotion 1968 zum Dr. phil. am Afrika-Institut der Universität Leipzig bei Walter Markov und der Habilitation 1978 am Institut für Internationale Beziehungen Potsdam-Babelsberg wurde er 1980 ordentlicher Universitätsprofessor mit dem Berufungsgebiet Entwicklungsländer am Institut für Internationale Beziehungen Potsdam-Babelsberg.

## Schriften (Auswahl)
- Südostasien – Konfliktherd oder Zone des Friedens?. Berlin 1986, OCLC 15588827.
- Zu einigen Fragen der Sicherheit im asiatisch-pazifischen Raum. Leipzig 1987, OCLC 74976747.
- 10 Jahre Brandenburgisches Entwicklungspolitisches Institut – 10 Jahre Entwicklungszusammenarbeit im Lande Brandenburg. Persönliche Reminiszenzen. Teltow 2001, OCLC 603746662.
- Ende des „brandenburgischen entwicklungspolitischen Experiments“? (Die Entwicklung von Dezember 2001 bis Mitte 2002). Teltow 2002, OCLC 1068808741.